# Крикельон, Клод
Клод Крикельон (фр. Claude Criquielion, 11 января 1957, Лессин, Бельгия — 18 февраля 2015, Алст, Бельгия ) — бельгийский велогонщик, чемпион мира по шоссейным велогонкам (1984).

## Биография
Начал свою профессиональную карьеру голым в 1979 г. с составе бельгийской велогруппы Kas-Campagnolo. До завершения своих профессиональных выступлений в конце 1991 г. был победителем в 57 гонках.
Его самым большой успехом стала победы на чемпионате мира по шоссейным велогонкам среди профессионалов в Барселоне (1984). Попытка повторить этот успех на чемпионате мира в Ронсе (1988), поскольку он, находясь в лидирующей группе, незадолго до финиша попал в столкновение и стал только 11-м. о
В сезонах 1979`/90 был участником Тур де Франс, завершал гонку одиннадцать раз, в том числе пять раз в первой десятке. Его лучшим результатом в Тур де Франс стало пятое место (1986). Наивысшими достижениями в других гонках Большого тура стало третье — в Вуэльте (1980) и седьмое — в Джиро д’Италия (1989).
В 1987 г. велогонщик выиграл Тур Фландрии, в 1985 и 1989 гг. — Флеш Валонь.
В 2000—2004 гг. он занимал пост спортивного директора в велогруппе Team Lotto. В 2005 г. был спортивным директором бельгийской велогруппы Landbouwkrediet-Colnago, за которую выступал его сын Матье.

## Основные достижения
1991
Париж — Ницца, 7-е место
Флеш Валонь, 2-е место
Льеж — Бастонь — Льеж, 2-е место
1990
Тур дю От-Вар, 2-е место
Тур Фландрии, 8-е место
Джиро ди Ломбардия, 6-е место
чемпион Бельгии по шоссейным велогонкам
1989
E3 Харелбеке, 5-е место
Флеш Валонь, победитель
Амстел Голд Рейс, 2-е место
Джиро д’Италия, 7-е место
1988
Critérium des As, победитель
Гент — Вевельгем, 5-е место
Амстел Голд Рейс, 3-е место
Чемпионат Цюриха, 8-е место
1987
Ле Самын, победитель
Париж — Ницца, 10-е место
Тур Фландрии, победитель
Флеш Валонь, 2-е место
Льеж — Бастонь — Льеж, 3-е место
Джиро ди Ломбардия, 7-е место
1986
Гран-При Миди-Либри, победитель
Тур Фландрии, 8-е место
Флеш Валонь, 3-е место
Льеж — Бастонь — Льеж, 4-е место
Амстел Голд Рейс, 9-е место
Тур Романдии, победитель
1985
Тур Фландрии, 6-е место
Флеш Валонь, победитель
Льеж — Бастонь — Льеж, 2-е место
Амстел Голд Рейс, 8-е место
1984
Гран-при Эдди Меркса, победитель
Льеж — Бастонь — Льеж, 7-е место
Джиро ди Ломбардия, 7-е место
 Чемпион мира в групповой гонке среди профессионалов
1983
Тур дю От Вар, 8-е место
Классика Сан-Себастьяна, победитель
1982
Париж — Ницца, 5-е место
Брабантсе Пейл, победитель
Льеж — Бастонь — Льеж, 4-е место
Джиро ди Ломбардия, 9-е место

## Результаты на супермногодневках
|                 | 1979 | 1980 | 1981 | 1982 | 1983 | 1984 | 1985 | 1986 | 1987 | 1988 | 1989 | 1990 |
| Тур де Франс    | 9    | 13   | 9    | НК   | 18   | 9    | 18   | 5    | 11   | 14   | 36   | 9    |
| Джиро д'Италия  | НС   | НС   | НС   | НС   | НС   | НС   | НС   | НС   | НС   | НС   | 7    | НС   |
| Вуэльта Испании | НС   | 3    | НС   | НК   | НС   | НС   | НС   | НС   | НС   | НС   | НС   | НС   |

| НС | Не стартовал       |
| НК | Не классифицирован |